# 壁宿增九
飛馬座φ，又名BD+18 5231，HD 223768、SAO 108878、HR 9036，是飛馬座的一颗恒星，视星等为5.08，位于銀經104.18，銀緯-41.6，其B1900.0坐标为赤經23h 47m 23.9s，赤緯+18° -41.6′ 54″。